# Challenger de Gerona 2024
El torneo Girona Challenger 2024, denominado por razones de patrocinio Eurofirms Girona - Costa Brava fue un torneo de tenis perteneció al ATP Challenger Tour 2024 en la categoría Challenger 100. Se trató de la 2ª edición; el torneo tuvo lugar en la ciudad de Gerona (España), desde el 25 hasta el 31 de marzo de 2024 sobre pista de tierra batida al aire libre.

## Jugadores participantes del cuadro de individuales
| Favorito | País                        | Jugador                 | Rank1 | Posición en el torneo |
| -------- | --------------------------- | ----------------------- | ----- | --------------------- |
| 1        | Bandera de Argentina        | Pedro Cachín            | 79    | Baja                  |
| 2        | Bandera de España           | Pedro Martínez          | 88    | CAMEPÓN               |
| 3        | Bandera de Chile            | Cristian Garín          | 104   | Cuartos de final      |
| 4        | Bandera de España           | Albert Ramos Viñolas    | 105   | Primera ronda         |
| 5        | Bandera de Francia          | Grégoire Barrère        | 121   | Primera ronda         |
| 6        | Bandera de España           | Bernabé Zapata Miralles | 145   | Segunda ronda         |
| 7        | Bandera de los Países Bajos | Jesper de Jong          | 151   | Cuartos de final      |
| 8        | Bandera de España           | Pablo Llamas Ruiz       | 152   | Primera ronda         |

- 1 Se ha tomado en cuenta el ranking del 18 de marzo de 2024.

### Otros participantes
Los siguientes jugadores recibieron una invitación (wild card), por lo tanto ingresan directamente al cuadro principal (WC):
- Nicolás Álvarez Varona
- Alejandro Moro Cañas
- Carlos Taberner

Los siguientes jugadores ingresan al cuadro principal tras disputar el cuadro clasificatorio (Q):
- Gastão Elias
- Vilius Gaubas
- Felix Gill
- Dennis Novak
- Abdullah Shelbayh
- Denis Yevseyev

## Campeones

### Individual Masculino
- Pedro Martínez derrotó en la final a  Radu Albot por 7–5, 6–4

### Dobles Masculino
- Gonzalo Escobar /  Aleksandr Nedovyesov derrotaron en la final a  Jonathan Eysseric /  Albano Olivetti por 7–6(1), 6–4